# Ситница, Виктор Васильевич
Виктор Васильевич Ситница (1927—1944) — партизан, разведчик, участник партизанского движения на территории Полесской области в годы Великой Отечественной войны.

## Биография
Родился Виктор Ситница в деревне Куритичи Петриковского района Гомельской области. В начале Великой Отечественной войны Виктору было четырнадцать лет, является членом ВЛКСМ. В 1942 году ушёл в партизанский отряд, был разведчиком в отряде А. Г. Волкова. Затем в 1943 году воевал в 78-м диверсионном отряде 125-й Копаткевичской партизанской бригады, командиры отряда — Григорий Аркадьевич Токуев и  В.А. Петухов, в этом отряде Виктор Ситница в шестнадцать лет был подрывником. На счёту у Виктора было девять вражеских эшелонов с живой силой и боевой техникой, которые юный герой подорвал, пустил под откос. Позже партизан, Герой Советского Союза — Григорий Аркадьевич Токуев вспоминал о юном герое: «Я хорошо знал Витю Ситницу. Он долгое время был в диверсионно-подрывном отряде, которым я командовал. Витя был смелым, сообразительным. В трудные моменты он находил выход – делал так, как подсказывали его комсомольское сердце, совесть. Скромный и очень добросовестный, он горячо любил Родину и, несмотря ни на какие трудности и постоянную опасность, сражался за её освобождение от гитлеровских оккупантов».
В 1944 году, весною Виктор узнал о тяжёлой болезни мамы и он отправился в родную деревню. В деревне были немцы, он вступил с ними в бой, был тяжело ранен и Виктора фашисты взяли в плен. Юного героя жестоко пытали, гитлеровцы требовали от Виктора, чтобы он показал путь, где находится партизанский отряд, но фашисты не смогли сломить юного героя. После нечеловеческих пыток, Виктора Ситницу немцы казнили в деревне Людвинов.
Юный герой, партизан Виктор Ситница был посмертно награждён орденом Отечественной войны I степени, медалью «Партизану Отечественной войны» II степени.
Куритичской школе в деревне Куритичи Петриковского района, где учился до войны юный герой присвоено имя Виктора Васильевича Ситницы, на стене памятная доска. В честь юного героя был построен в 1971 году в ГДР пароход «Витя Ситница». Николай Корзун написал документальную повесть о Вите Ситнице, которая опубликована в 1980 году.
Новая улица в Куритичах с 2015 года носит имя Виктора Ситницы.